# サン＝リファール
サン＝リファール （Saint-Lyphard）は、フランス、ペイ・ド・ラ・ロワール地域圏、ロワール＝アトランティック県のコミューン。

## 地理

県におけるサン＝リファールの位置

ブリエール湿地の中にあるサン＝リファールは、エルビニャック、サン＝ジョアシャン、ゲランドと接している。

## 歴史
17世紀の終わりまで、サン＝リファールとその周辺ではブルトン語が話されていた。多くの集落では、ブルトン語由来のKer-で始まる地名が多く見られる。

## 人口統計
| 1962年 | 1968年 | 1975年 | 1982年 | 1990年 | 1999年 | 2006年 | 2012年 |
| ------ | ------ | ------ | ------ | ------ | ------ | ------ | ------ |
| 1331   | 1357   | 1554   | 2364   | 2889   | 3180   | 4030   | 4401   |

source=1999年までLdh/EHESS/Cassini、2004年以降INSEE

## 史跡
- ケルブールのドルメン - 新石器時代の上部を覆われたドルメン。1951年より歴史文化財[4]

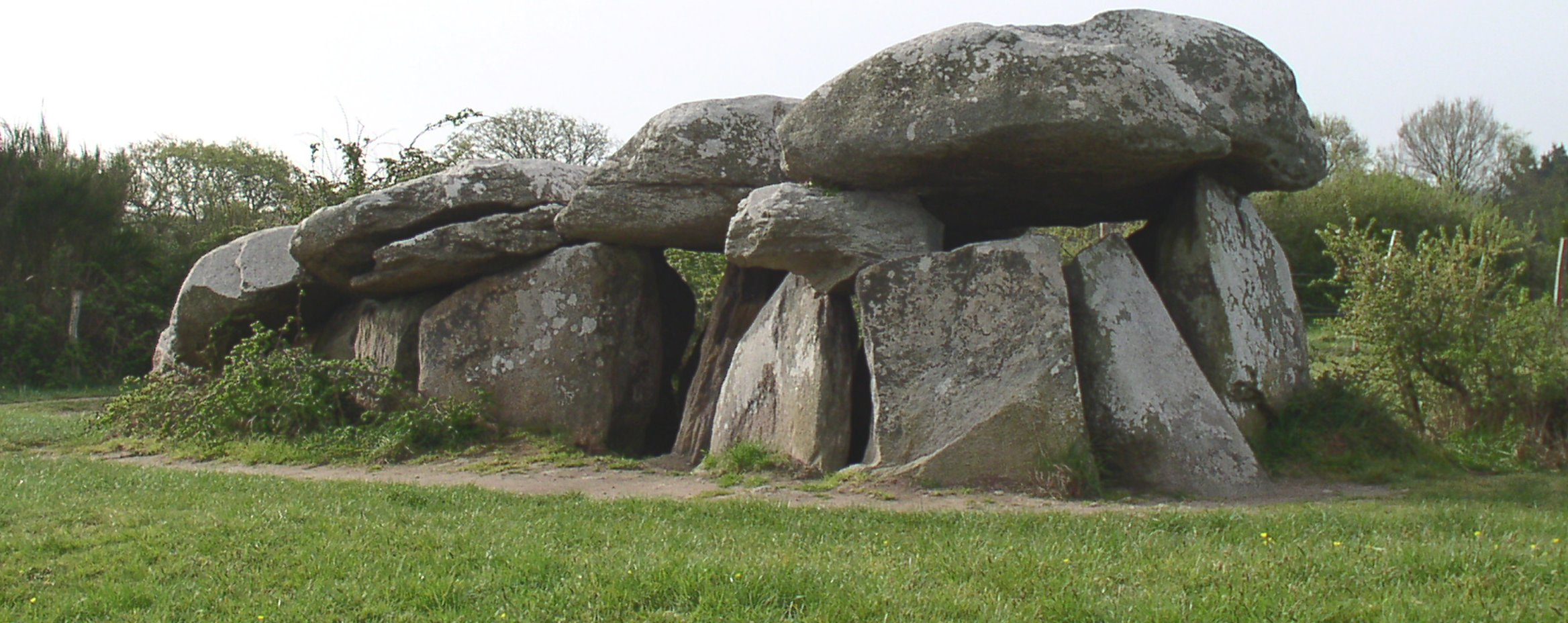
ケルブールのドルメン

- メゼラックのメンヒル - 新石器時代のメンヒル。1981年より歴史文化財[5]
- ケリネトにある、典型的なブリエール地方の民家。旅館を改装したもの。

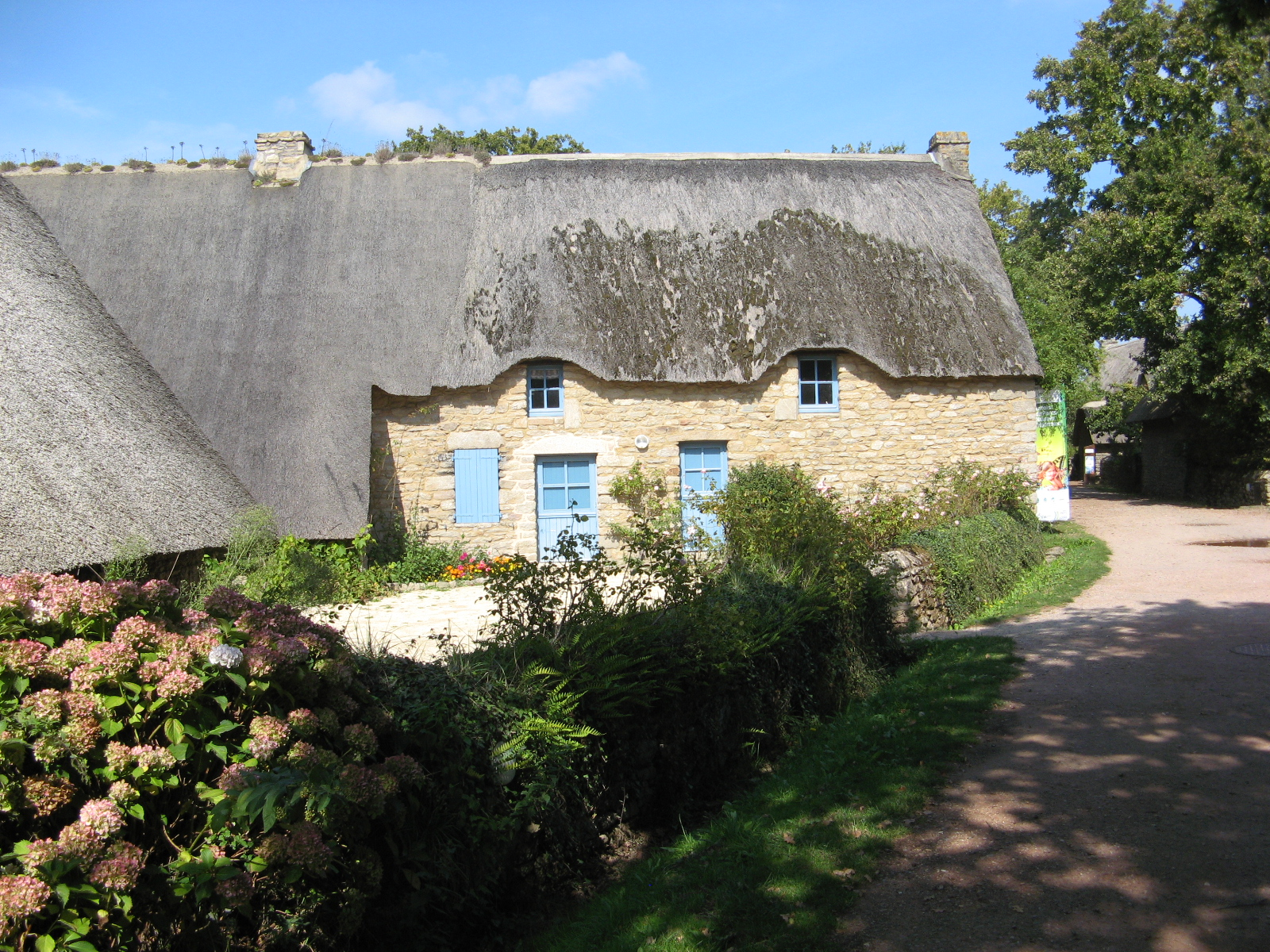
ケリネトの民家